# Andreas Zülow
Andreas Zülow, född den 23 oktober 1965 i Ludwigslust, Tyskland, är en östtysk boxare som tog OS-guld i lättviktsboxning 1988 i Seoul. Han besegrade svensken George Cramne i finalen med 5-0.